# Ulmus chenmoui
Ulmus chenmoui — вид квіткових рослин з родини в'язових (Ulmaceae). Поширення: пд.-сх. Китай (Аньхой, Цзянсу).

## Біоморфологічна характеристика

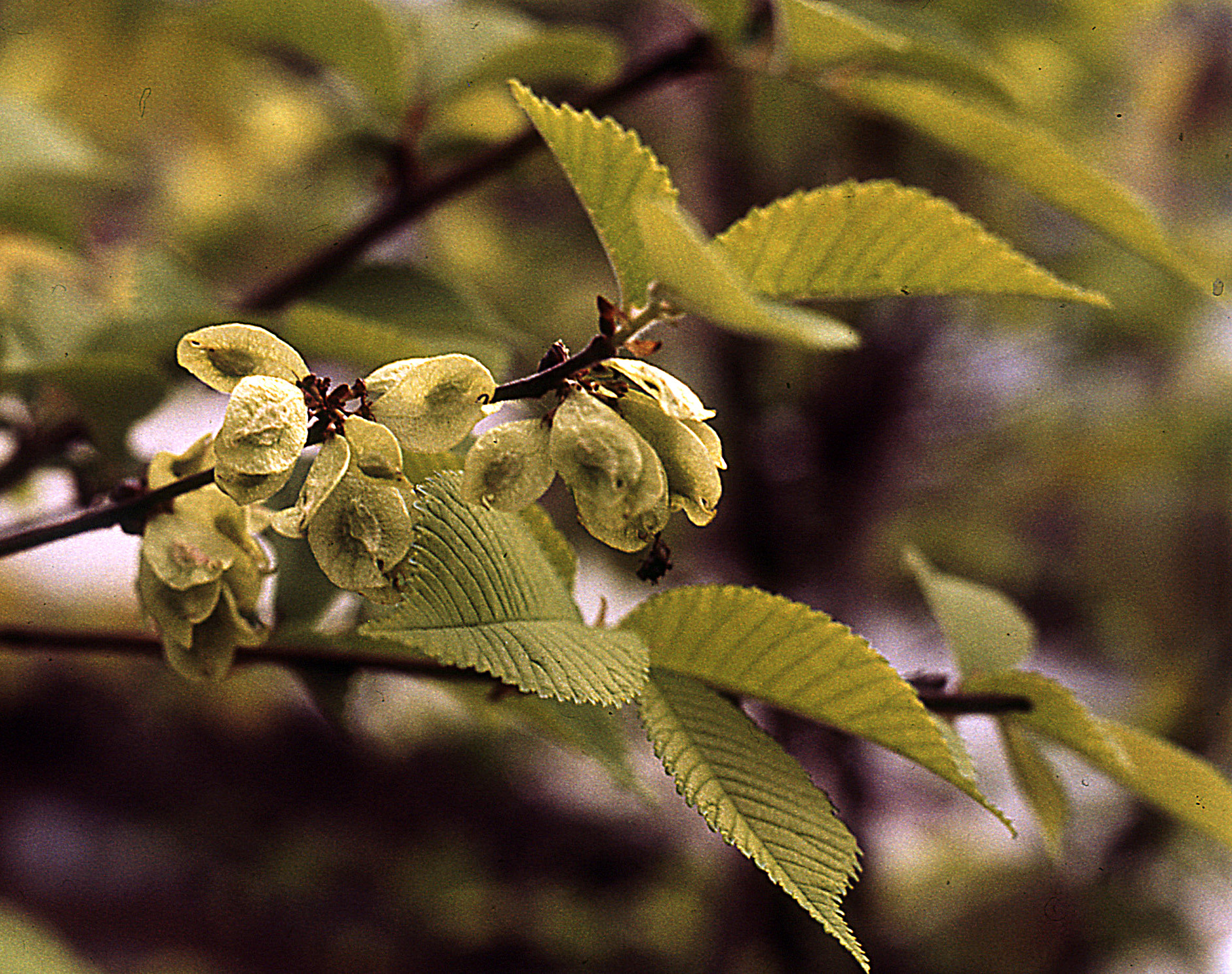

Це дерево заввишки до 20 метрів, в діаметрі до 50 см, листопадне. Кора сірувато-коричнева, відшаровується неправильними довгастими лусочками. Гілочки густо запушені в молодому віці, голі, безкрилі та без коркового шару. Ніжка листка 1–1.5 см, густоворсинчаста. Листкова пластинка широко оберненояйцеподібна, довгасто-оберненояйцеподібна, довгаста або довгасто-еліптична, 6–18 × 3–10 см, шорстка, знизу густо запушена, зверху густо волосиста та запушена вздовж середньої жилки, основа коса, край подвійно пилчастий, верхівка коротко хвостатa до хвостато-загостреної; вторинні жилки 15–21 з кожного боку від середньої жилки. Суцвіття зібрані в пучки на гілочках другого року. Оцвітина гола, на верхівці 4-лопатева. Крилатки вузько оберненояйцеподібні, довгасто-оберненояйцеподібні або широко оберненояйцеподібні, 1.5–2.5 × 1–1.7 см, запушені; ніжка 1–2 мм; оцвітина стійка. Насіння в центрі або ближче до верхівки крилатки. Цвітіння й плодіння: березень і квітень.

## Середовище
Населяє широколистяний ліс на вапнякових пагорбах. Зростає на висотах 100–200 метрів.